# Kubena
Kubena (russisk: Кубена, tr. Kubena) er en flod i Arkhangelsk og Vologda oblast i Rusland og en af bifloderne til Pinega fra venstre i Nordlige Dvinas flodsystem. Kubena er 368 km lang og har et afvandingsareal på 11.000 km². 
Kubena udspringer i Konosjahøjderne længst mod syd i Arkhangelsk oblast, ikke langt fra bosættelsen Konosja, og udmunder i Kubenasøen, hvor den danner et stort delta. Byen Kharovsk ligger på flodens venstre bred.